# Patinação de velocidade nos Jogos Olímpicos de Inverno de 2002
A patinação de velocidade nos Jogos Olímpicos de Inverno de 2002 consistiu de oito eventos, realizados no Utah Olympic Oval, em Salt Lake City, nos Estados Unidos.

## Medalhistas
Masculino
| Evento                | Ouro                                  | Prata                               | Bronze                           |
| --------------------- | ------------------------------------- | ----------------------------------- | -------------------------------- |
| 500 metros detalhes   | Casey FitzRandolph USA Estados Unidos | Hiroyasu Shimizu JPN Japão          | Kip Carpenter USA Estados Unidos |
| 1000 metros detalhes  | Gerard van Velde NED Países Baixos    | Jan Bos NED Países Baixos           | Joey Cheek USA Estados Unidos    |
| 1500 metros detalhes  | Derek Parra USA Estados Unidos        | Jochem Uytdehaage NED Países Baixos | Ådne Søndrål NOR Noruega         |
| 5000 metros detalhes  | Jochem Uytdehaage NED Países Baixos   | Derek Parra USA Estados Unidos      | Jens Boden GER Alemanha          |
| 10000 metros detalhes | Jochem Uytdehaage NED Países Baixos   | Gianni Romme NED Países Baixos      | Lasse Sætre NOR Noruega          |

Feminino
| Evento               | Ouro                               | Prata                               | Bronze                                |
| -------------------- | ---------------------------------- | ----------------------------------- | ------------------------------------- |
| 500 metros detalhes  | Catriona Le May Doan CAN Canadá    | Monique Garbrecht GER Alemanha      | Sabine Völker GER Alemanha            |
| 1000 metros detalhes | Christine Witty USA Estados Unidos | Sabine Völker GER Alemanha          | Jennifer Rodriguez USA Estados Unidos |
| 1500 metros detalhes | Annie Friesinger GER Alemanha      | Sabine Völker GER Alemanha          | Jennifer Rodriguez USA Estados Unidos |
| 3000 metros detalhes | Claudia Pechstein GER Alemanha     | Renate Groenewold NED Países Baixos | Cindy Klassen CAN Canadá              |
| 5000 metros detalhes | Claudia Pechstein GER Alemanha     | Gretha Smit NED Países Baixos       | Clara Hughes CAN Canadá               |

## Quadro de medalhas
| Ordem | País               | Medalha de ouro | Medalha de prata | Medalha de bronze |    |
| ----- | ------------------ | --------------- | ---------------- | ----------------- | -- |
| 1     | NED Países Baixos  | 3               | 5                |                   | 8  |
| 2     | GER Alemanha       | 3               | 3                | 2                 | 8  |
| 3     | USA Estados Unidos | 3               | 1                | 4                 | 8  |
| 4     | CAN Canadá         | 1               |                  | 2                 | 3  |
| 5     | JPN Japão          |                 | 1                |                   | 1  |
| 6     | NOR Noruega        |                 |                  | 2                 | 2  |
| TOTAL | TOTAL              | 10              | 10               | 10                | 30 |